# 삼손과 데릴라 (1949년 영화)
삼손과 데릴라(Samson and Delilah)는 세실 B. 드밀이 제작 및 감독하고 파라마운트 영화사에서 개봉한 1949년 미국의 낭만적인 성경 드라마 영화이다. 성경 속의 인물로 자르지 않은 긴 머리카락 속에 자신의 힘의 비밀이 있는 삼손과, 삼손이 사랑한 인물이지만 그를 유혹하여 힘의 비밀을 알아낸 후 블레셋 인들에게 알려주어 그를 배신한 데릴라에 관한 이야기이다. 주연으로는 데릴라 역에 헤디 라마르, 삼손 역에 빅터 머추어, 그외 사란(Saran) 역에 조지 샌더스, 세마다 역에 안젤라 랜즈베리, 아투르(Ahtur) 역에 헨리 윌콕슨 등이 출연한다.
이 영화의 사전 제작은 1935년에 이미 시작되었는데 중요한 부분은 1948년에 공식적으로 시작되었다. 제시 래스키  주니어(Jesse L. Lasky Jr.)와 프레드릭 프랭크(Fredric M. Frank)가 쓴 각본은 성경에 나오는 사사기(판관기)를 기반으로 하며 해럴드 램(Harold Lamb)과 블라디미르 자보틴스키(Vladimir Jabotinsky)의 오리지널 영화 처리(film treatment)로부터 각색되었다.
개봉 당시 영화는 테크니컬러 영화 촬영, 주연 공연, 의상, 세트 및 혁신적인 특수 효과로 찬사를 받았다. 
1949년 12월 21일 뉴욕에서 초연 된 후, 1950년 1월 13일 미국에서 전국적으로 개봉되었다. 엄청난 상업적 성공을 거둔 이 영화는 1950년 최고 수익을 올린 영화가 되었으며 개봉 당시 매출 순위 세번째 영화가 되었다. 5 부문의 아카데미상 후보 중에서 미술상, 의상상 부문의 2개 상을 수상했다.
영화 포스터는 〈우주 전쟁〉 (1953)의 오프닝 영화 장면에서 볼 수 있다.

## 플롯
삼손은 단 지파의 히브리인으로 그의 어머니 하술렐보니(Hazelelponit)에 의하여 출생하면서부터 나실인이 되기로 서약이 되었는데, 세마달(Semadar)라는 블레셋인과 약혼하였다. 결혼식 잔치에서 삼손은 세마달 때문에 결혼식 손님과의 내기에서 졌는데 자신의 빚을 갚기 위해서 30 명의 블레셋 사람들을 공격하여 망토를 벗겨낸다. 빚을 갚은 후, 삼손은 세마달을 찾았지만, 삼손이 빚을 갚기 위해 결혼식을 떠난 후에 그녀의 아버지 투발이 블레셋 사람과 결혼을 시켰다는 사실을 알게된다. 삼손과 블레셋 사람들 사이에 싸움이 일어나서 세마달과 투발이 죽게된다. 삼손은 쫓기는 사람이 되고 분노한 가운데 블레셋 사람들과 싸우기 시작한다. 가자인 사란은 삼손이 자기 민족에게 배신당하게 할 목적으로 단 지파 사람들에게 무거운 세금을 부과한다. 사란의 계획은 효과가 있어, 단 지파인을 좌절하게 하여 블레셋 인들의 손에 삼손을 넘기게 만들고, 세마다르의 막내 여동생인 데릴라는 매우 기뻐한다. 삼손은 단 지역의 군사 총독이자 블레셋 군대 연대장인 아투르 왕자에 의해 체포된다. 가자로 돌아가는 도중에 아투르는 삼손을 조롱하기로 결정한다. 삼손은 사슬과 밧줄을 끊어버리고 찢고 블레셋 사람들과 싸우기 시작하여 아투르의 전쟁 병거를 쓰러 뜨리고 나귀의 턱뼈를 사용하여 블레셋 군인들을 죽이기 시작한다.
삼손의 손에 아투르가 패배하였다는 소식이 사란에게 알려진다. 사란은 삼손을 물리치는 방법을 고민한다. 데릴라는 삼손을 유혹하여 그의 힘의 비밀을 밝히고 결국 처벌하는 아이디어를 떠 올린다. 그녀의 계획은 효과가 있어, 삼손은 힘의 원천이 되는 그의 머리카락을 자르게 된다. 삼손을 완전히 무력화시키기 위해 삼손의 눈을 멀게 하고, 삼손은 노예로 일하게 되어 심한 배신감을 느끼게 된다. 결국 삼손은 블레셋 사람들과 사란 사람들의 오락을 위해 다곤 성전으로 끌려간다. 그러나 데릴라는 세마다르와 약혼한 이후로 삼손을 사랑해 왔으며 그의 실명과 고문은 그녀의 배신에 대하여 깊은 후회를 느끼게한다. 그녀는 처음에는 아버지와 누이의 죽음이 "삼손 때문에" 발생했다고 생각하여 복수하려고 그를 배신하였다.
그 후 데릴라는 삼손에게 채찍을 휘두르는 공개 고문에 참석하였는데 그녀는 채찍질로 삼손을 사원의 기둥으로 안내하였다. 삼손은 기둥 사이에 서면서 데릴라에게 도망치라고 말하지만 그녀는 그에게 보이지 않았고, 기둥이 무너질 때 그대로 남아 있었다. 기둥이 무너지고 성전이 무너져 삼손과 데릴라와 궁정을 포함한 모든 블레셋 사람들이 묻혔다. 결국 성전은 잔해로 되었고, 단 사람의 가장 가까운 히브리인 친구인 사울과 미리암은 살아 남아 삼손의 죽음을 애도한다.

## 배역
- Hedy Lamarr as Delilah
- Victor Mature as Samson
- George Sanders as The Saran of Gaza
- Angela Lansbury as Semadar
- Henry Wilcoxon as Ahtur
- Olive Deering as Miriam
- Fay Holden as Hazelelponit
- Julia Faye as Hisham
- Russ Tamblyn as Saul
- William Farnum as Tubal
- Lane Chandler as Teresh
- Moroni Olsen as Targil
- Francis McDonald as Storyteller
- Wee Willie Davis as Garmiskar
- John Miljan as Lesh Lakish
- Arthur Q. Bryan as Fat Philistine Merchant
- Laura Elliot as Spectator
- Victor Varconi as Lord of Ashdod
- John Parrish as Lord of Gath
- Frank Wilcox as Lord of Ekron
- Russell Hicks as Lord of Ashkelon
- Boyd Davis as First Priest
- Fritz Leiber as Lord Sharif
- Mike Mazurki as Leader of Philistine Soldiers
- Davison Clark as Merchant Prince
- George Reeves as Wounded Messenger
- Pedro de Córdoba as Bar Simon
- Frank Reicher as Village Barber
- Colin Tapley as Prince
- Charles Evans as Manoah (uncredited)
- Harry Woods as Gammad (uncredited)
- Cecil B. DeMille as Narrator (uncredited)

## 한국판 성우진 (MBC, 1990년 12월 25일)
- 박일 - 삼손(빅터 머추어)
- 정희선 - 데릴라(헤디 라마르)
- 이경자 - 세마다르(앤절라 랜즈베리)
- 김기현
- 김용식
- 송도영
- 이영달
- 안정현
- 황일청
- 김은영
- 김태훈
- 김명수
- 이종오
- 최상기
- 이병식
- 곽대홍
- 황윤걸
- 신성호
- 손원일

## 제작

### 개발

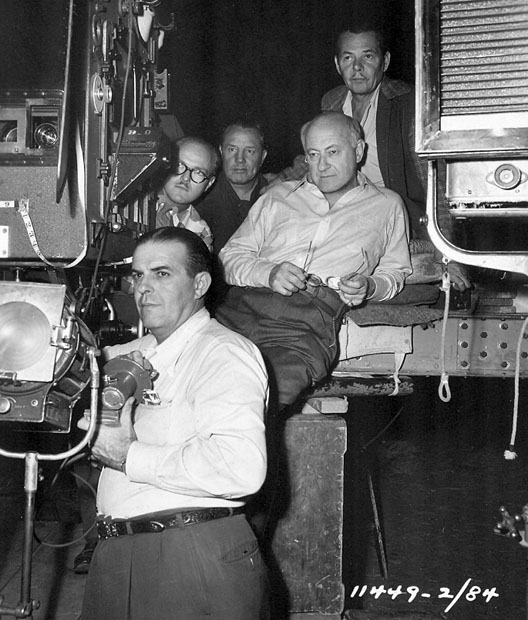
촬영 감독 조지 반스와 함께 영화 세트장에 있는 세실 B. 드밀 (가운데 앉은 이).

1934년 4월 파라마운트 픽처스에서는 드밀(DeMille)의 영화 클레오파트라의 후속작으로 차기 "대작 영화"는 삼손과 데릴라가 되고  미리 암 홉킨스와 헨리 윌콕슨이 주연을 맡을 것이라고 발표했다. 영화는 결국 연기되었고 드밀은 〈십자군〉(The Crusades) 을 제작, 감독하기로 결정했다.
1935년 5월, 〈모션 픽쳐 데일리〉는 "〈삼손과 데릴라〉가 〈십자군〉이 끝나면 5 주 후에 시작될 예정"이라고 전했다. 파라마운트는 1877년 오페라 〈삼손과 데릴라〉의 음악과 대본에 대한 영화 권리를 구입했다. 드밀은 역사가 해럴드 램에게 $ 10,000를 지불하여 드밀이 "역대 최고의 사랑 이야기 중 하나"로 간주한 삼손과 데릴라의 성서 이야기를 영화로 처리 했다. 재니 맥퍼슨(Jeanie MacPherson)은 각본에서 램과 함께 연구하고 협력하기 위해 고용되었다. 드밀은 새로운 3색띠의 테크니컬러로 촬영하는 것을 고려했다. 〈십자군〉 이후 파라마운트는 드밀과 새로운 계약을 체결하고 1936년에 〈삼손과 데릴라〉를 취소했다.
10년 후인 1946년 8월 15일, 드밀은 〈언컹커드〉(Unconquered )이후 〈삼손과 데릴라〉가 그의 다음 프로젝트가 될 것이라고 공개적으로 발표했다. 드밀은 나중에 그의 자서전에서 파라마운트 경영진이 〈일요일 학교 이야기〉(Sunday school tale)에 대한 자금 조달에 의구심을 가지고 있었다고 회상했다. 그들은 드밀이 아티스트 댄 그로스벡(Dan Groesbeck)의 스케치를 보여 주면서 크고 건장한 삼손과 얇고 매혹적으로 매력적인 데릴라를 묘사한 스케치를 보여 주면서 프로젝트를 승인했다. 그는 처음에는 1947년에 촬영할 계획 이었지만  1947년 10월에, "당시 예상되는 전세계 매출 총액을 기준으로 하는 예산"에 기초하여 다음 해에 영화를 제작할 것이라고 말했다.
1948년 봄, 드밀은 캔버스에 "이상적인 데릴라"를 그리기 위해 일러스트레이터 헨리 클리브를 고용했다. 그는 루벤스, 렘브란트, 귀스타브 도레, 요제프 솔로몬이 그린 데릴라 그림을 연구하였는데, 그녀가 현대적으로 보이기를 원했다.  드밀은 자신의 데릴라는 복수를 위한 위험한 능력이 있어야 한다고 말했다. 따뜻하고 부드럽고 교활한. 비비언 리와 진 시몬스와 라나 터너의 조합이다. "  7 월에 그는 헨리 노드링거를 연구 코디네이터로 고용했다.
성경 이야기에 극적인 요소를 더하기 위해, 드밀은 블라디미르 자보틴스키가 쓴 소설 《사사이자 바보》(Judge and Fool)(미국에서는 이 제목으로 출간되었는데, 원제는 《나지르인 삼손》(Samson the Nazirite)이다)의 판권을 구입했는데, 이 소설에서는 데릴라를 삼손의 블레셋 아내의 여동생으로 묘사했다. 그는 이 소설이 영화를 위한 "연결된 드라마를 가능하게 해주었다"고 생각했다.
우리는 성경에서 아무것도, 전혀 바꾸지 않았습니다. 하지만 한 가지 중요한 일을 했는데, 우리는 [삼손의 장인의] 막내딸에게 이름을 지어주었습니다. 성경에는 그녀의 이름이 나오지 않습니다. 우리는 그녀를 데릴라라고 불렀습니다. 그리고 우리가 이렇게 할 수 있다는 걸 깨달았을 때, 이 영화가 만들어질 수 있겠다는 확신이 들었습니다. … 성경은 데릴라가 막내딸이었다고 말하지 않습니다. 성경에서는 훨씬 나중에 삼손이 사랑한 여인으로 그녀를 소개합니다. 하지만 그녀가 막내딸이었을 수도 있습니다.(We changed nothing in the Bible, nothing at all. But we have done one important thing—we have given a name to the younger daughter [of Samson's father-in-law]. In the Bible she has no name. We have called her Delilah. And it was when we realized that we could do this that I knew the picture could be made. . . The Bible does not say Delilah was the younger sister. It introduces her much later as a woman Samson loved. But she could have been the younger sister.)

제시 래스키 주니어와 프레드릭 프랭크는 1948년 9월 7일 186 페이지의 대본을 완성했다.

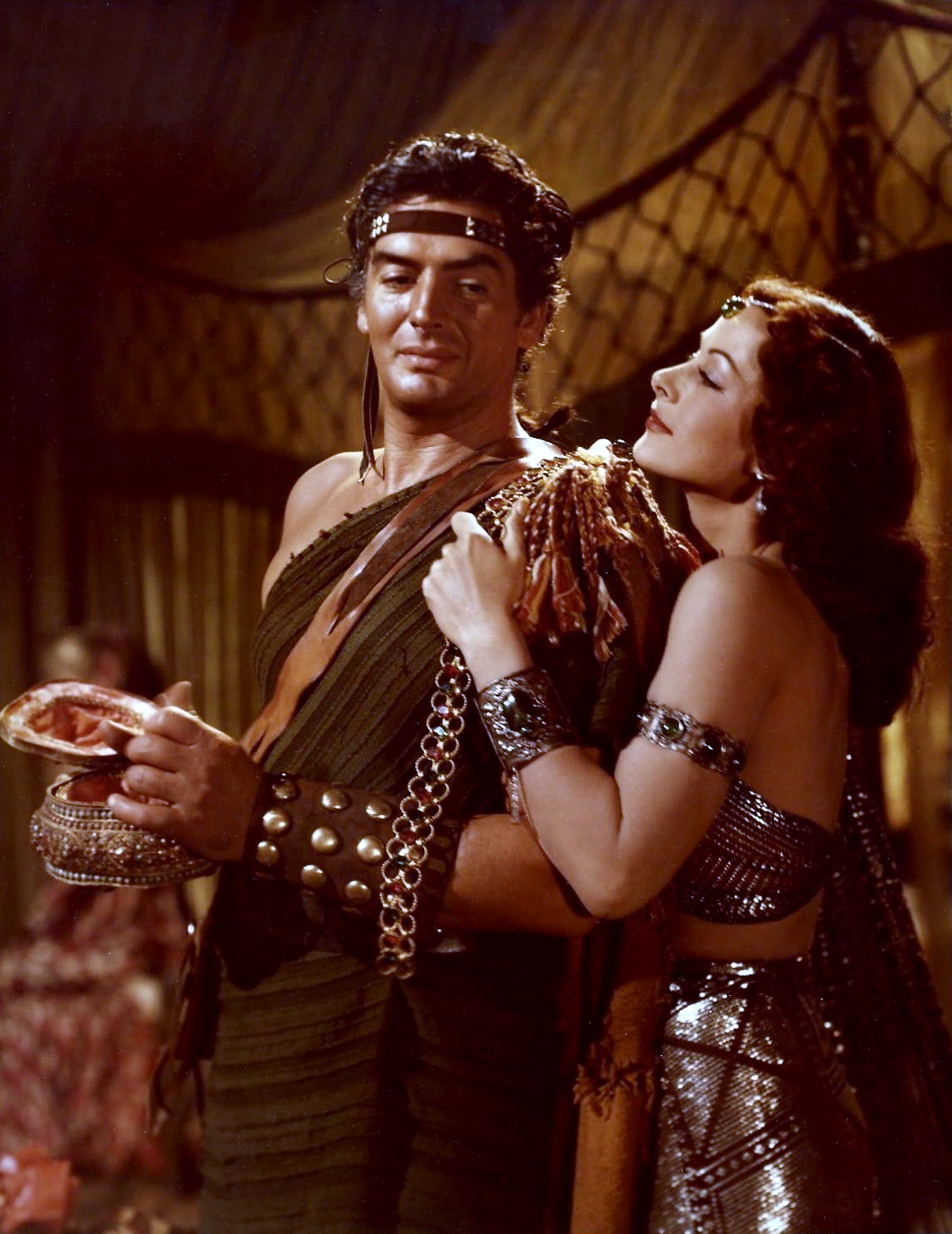
Sorek 계곡에 있는 Delilah의 텐트 안에 있는 Samson (머튜어)과 Delilah (라마르)

드밀이 1935년 영화 제작을 처음 시작했을 때 돌로레스 델리오, 폴렛 고더드, 조앤 크로퍼드가 데릴라 역에 제안되었다. 1947년 제작이 재개되자 드밀과 그의 스태프는 수십 명의 할리우드 배우와 여배우를 주연으로 고려했다. 그는 "삼손에게는 타잔, 로빈 훗, 수퍼맨의 조합을 원합니다. 데릴라에게는 일종의 증류 된 진 시몬스, 비비언 리 및 라나 터너의 관용적인 손길을 원한다."  그는 나중에 선두 주자가 데릴라로 미리암 홉킨스와 삼손으로 헨리 윌콕슨이라고 주장했다. Märta Torén, 비베카 린드포르스, 라나 터너, 리타 헤이워드, 수전 헤이워드, 에바 가드너, 제인 그리어, 그리어 가슨, 모린 오하라, 론다 플레밍, 진 크레인, 루실 볼, 제니퍼 존스, 비비언 리, 가일 러셀, 알리다 발리, 린다 다넬, 퍼트리샤 닐, 진 시몬스 및 낸시 올슨 등이 검토되었다.   드밀은 이안 케이스 (사란 역의 경쟁자)가 출연 한 영화 The Strange Woman를 본 후 (드밀 자신의 외가처럼 유대인의 후손인) 헤디 라마르를 데릴라 역으로 캐스팅했다. 드밀은 처음에 라마르가 1939년에 만들 계획이었던 성경 영화에서 에스더를 연기하기를 원했지만 그 영화는 실현되지 않았다. 그러나 그는 라마르의 데릴라로서의 연기에 만족하며 "피부 깊이 이상"이라고 설명했다. 그는 또한 그녀를 "가젤과 같이, 서투르거나 잘못된 움직임은 할 수가 없다"고 묘사했고, 그녀는 자신을 "데릴라"로, 드밀을 그녀의 "삼손"이라고 호칭했다.
버트 랭커스터는 삼손 역을 연기하기 위한 원래의 선택이었지만 등의 상태가 좋지 않아 거절했다. 바디 빌더 스티브 리브스도 고려되었고 드밀은 스튜디오가 리브스를 데리러 오도록 오래 열심히 로비했지만 드밀과 스튜디오는 리브스가 자신의 체격을 낮추기를 원했다. 업계는 결국 그를 거부했다. 드밀은 영화 〈죽음의 키스〉 (1947)에서 그의 연기에 감탄한 후 마침내 빅터 머추어를 삼손으로 캐스팅하기로 결정했다. 
세마다르역으로는 필리스 캘버트(Phyllis Calvert)가 원래 캐스팅되었지만 질병으로 인해 그 부분을 포기했다. 따라서 드밀은 1948년 7월에 앤절라 랜즈베리를 선택했다. 1949년 9월 24일 〈피츠버그 프레스〉의 로렌스 페리가 랜즈베리를 인터뷰했을 때 그는 성서에서는 데릴라에게 자매가 있다고 묘사하지 않는다고 말했다. 랜즈베리는 "어쨌든 데릴라에게 자매가 없다면 드밀이 자매를 제공했지요."라고 대답했다.
케시 로저스는 오디션을 받았고 삼손을 사랑하는 단 지파의 소녀 미리암의 역할에 대한 스크린 테스트를 받았다. 그러나 드밀은 그녀에게 "너는 너무 예쁘고 너무 어려"라고 말했고 로저스는 성전 장면에서 블레셋 관중으로 캐스팅되었고 영화의 크레딧에서 로라 엘리엇(Laura Elliot)으로 표기되었다. 로저스는 클로즈업과 "왜 내가 당신을 그렇게 이끌 수 없습니까?"를 포함한 여러 대사를 받았다. 그리고 "그것 [기둥]이 움직였다!" 미리암의 역할은 다섯 명의 주요 스타에 이어 여섯 번째 청구를 받은 무대 여배우 올리브 디어링에게 주어졌다.

### 촬영

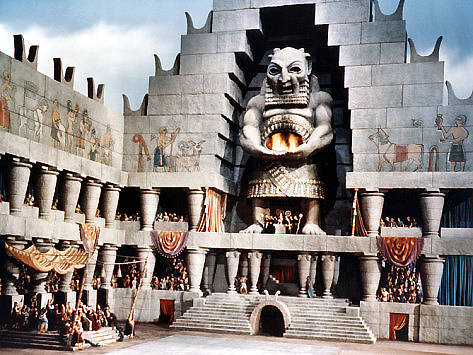
37 피트 높이의 다곤 사원 모델

주요 촬영은 1948년 10월 4일에 시작하여 12월 22일 1948년에 종료하였다. 경작 장면을 포함하는 장면은 1949년 1월 4일에 쵤영되고, 추가 장면과 클로즈업은 1949년 1 월 18일과  21 일 사이에 촬영되었다.
영화의 특수 효과는 고든 제닝스(Gordon Jennings)가 감독했다. 필름의 가장 훌륭한 특수 효과는 블레셋의 신인 다곤 사원의 붕괴 장면이다. 그것은이 영화의 끝에서 두 번째 장면으로$150,000의 비용과 1년의 기간이 소요되었다. 사원의 바닥 부분은 실제 크기로 제조하였다. 17 피트 높이의 다곤 상이 있는 37 피트 모델은 사진 효과를 위하여 별도로 제작되었다. 이 모델은 다른 카메라 각도로 촬영하기 위해 세 번 파괴되었다. 실제 크기 세트 장면과 스케일 모델 장면은 파라마운트 사에 의하여 제작된 것으로 카메라 움직임을 정확하게 재현할 수 있는 "동작 재현기 시스템"을 이용하여 병합하였다.
빅터 머추어는 사자, 바람 기계, 검(sword), 심지어 물을 포함하여 제작에 사용된 많은 동물과 기계 소품에 겁을 먹었다. 화가난 드밀은확성기를 통하여 모인 출연진과 제작진에서 "나는 내 시간에 몇 명의 남자를 만났다. 어떤 이들은 고소 공포증을 두려워했고, 어떤 이들은 물을 두려워했고, 어떤 이들은 불을 두려워했고, 어떤 이들은 폐쇄 된 공간을 두려워했다. 일부는 심지어 열린 공간을 두려워했다. 하지만 35년 동안의 영화 제작 경험 동안에, 이 모든 것을 무서워하는 사람은 머튜어씨, 당신이 처음이야"라고 고함을 질러댔다.
블레셋 사람들과의 싸움을 묘사한 이 상징적인 성서 이야기의 명성에도 불구하고, 삼손이 대표하는 억압받는 사람들은 한 번도 "이스라엘인", "히브리인" 또는 "유대인" 사람들이라고 불린 적이 없다. 그들은 단 도시의 부족 구성원인 단 사람으로만 불린다. 이러한 생략 (또는 회피)은 공산주의자 (종종 유대인)에 대한 마녀 사냥 초기이었다는 점과, 영화 산업이 일반적으로 유대인에 의해 운영되는 것으로 간주된다는 사실에 할리우드 스튜디오 책임자가 매우 민감하였다는 점에 의한 것이다.

### 영화 〈선셋 대로〉와의 관계
드밀의 전설적인 지위는 그를 빌리 와일더의 누아르 영화인 〈선셋 대로〉(Sunset Boulevard)에서 연기하게 만들었다. 이 영화는 한때 드밀의 여배우로 활동한 더 이상 활동하지 않는 노르마 데스몬드(Norma Desmond) ( 글로리아 스완슨 분)라는 무성 픽션영화 배우에 관한 것이다. 데스몬드가 파라마운트 사의 드밀을 방문하는 장면을 위해 〈삼손과 데릴라〉의 실제 세트를 재구성하여 감독을 등장 시켰다. 원래 장면 쵤영 예정일은 삼손과 데릴라의 촬용이 종료한지 몇달이 지난 1949년 5월 23일이었다. 총 4 일 만에 장면이 촬영 된 후 와일더 감독은 드밀의 등을 두드리며 "친구, 아주 잘 했어, 비서에게 이름을알려 주게. 다음 영화에서 조금 역할을 할지도 모르니."라고 유머스럽게 말했다.  와일더는 나중에 드밀이 "감독 지시를 엄청나게 잘 따랐다. 그는 배역을 좋아하고, 이해하고, 매우 세심하였다."라고 말하였다.

## 발표
〈삼손과 데릴라〉는 1949년 12월 21일 뉴욕 브로드웨이 극장 두 곳인 파라마운트와 리볼리(Rivoli)에서 TV로 방영된 세계 초연을 통해 "뉴욕 지역에서 7,000,000 명의 영화 관객을 수용"했다.   행사에 참석 한 사람들은 메리 픽퍼드, 버디 로저스, 바니 발라반(Barney Balaban) 등이 있었다. 영화는 결국 1950년 1월 13일에 일반 개봉에 들어갔다. 조지프 레빈(Joseph E. Levine)의 〈헤라클레스〉(Hercules) 흥행에 이어 1959년 11월에 성공적으로 재 출시되었다.

### 영화에 대한 평가

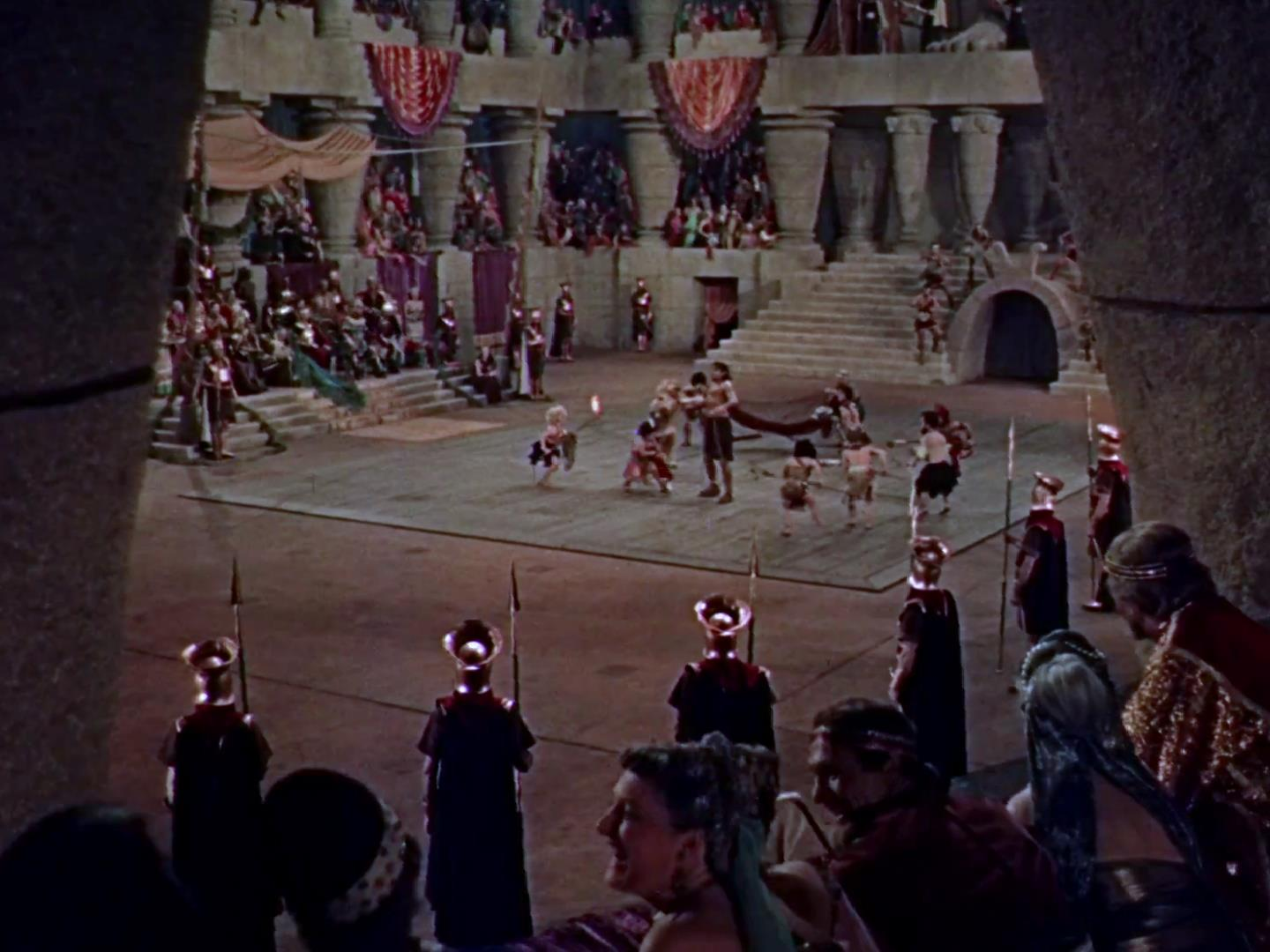
George Barnes의 촬영은 아카데미 상과 골든 글로브 상 후보에 올랐다.

〈삼손과 데릴라〉는 1949년 출시 된 후 극찬을 받았다. 《쇼멘즈 트레이드 리뷰》(Showmen 's Trade Review )는이 영화가 "이 베테랑 쇼맨의 가장 인상적이고 웅장한 1923년 종교 서사시 〈십계〉(The Ten Commandments ) 이후로 가장 인상적이고 웅장한 광경으로 서기 위해 공정하게 입찰했다"고 썼다. 《해리슨즈 리포트》(Harrison 's Reports) 리뷰어는 다음과 같이 논평했다. "드밀 씨는 스토리를 진정성있게 유지할뿐만 아니라 매우 재미있는 방식으로 표현하는 데 성공했습니다. 장엄함과 인간의 관심의 조합은 모든 영화 관람객의 관심을 끌 것입니다. " 《모던 스크린》 리뷰어는 "대단하고 인상적이며 보기에 아름답습니다."라고 말했다. 《박스 오피스》는 이 영화를 "지금까지 생각했던 것 중 가장 놀라운 광경"으로 간주했으며, 《필름 데일리》(The Film Daily )는 "어떤 경쟁자와도 함께 기념비적"이라고 말했다. 무역 잡지인 《엑스비터》(Exhibitor)는 "이것은 모든 시간의 큰 영화로 분류 될 것입니다."라고 선언했다.
《버라이어티》지에서는 이 영화의 출연진을 높이 평가했다. "빅터 머추어는 성서와 드밀이 삼손 캐릭터를 만드는 잘 생기지만 멍청한 근육의 역할에 깔끔하게 들어 맞다. 헤디 라마르만큼 눈을 채운 사람은 없으며 데릴라를 설득력있는 minx로 만든다. 조지 샌더스는 통치자의 부분에 풍자적인 유머의 유쾌하고 가벼운 풍미를 제공하는 반면 헨리 윌콕슨은 군인으로서 정당하게 견고하다." 〈뉴욕 타임스〉의 보슬리 크로우더(Bosley Crowther)는 "드밀의 컬러 카메라가 훌륭하게 화려하게 장식 한 화려한 의상, 화려한 설정 및 부드러운 색감의 살이 눈부신 디스플레이를 선보였다. . . 색상이 더 화려하거나 틀림없이 사용되는 경우는 거의 없었다. "
영화 평론가 레너트 말틴은 〈삼손과 데릴라〉에 대한 그의 리뷰에서 다음과 같이 썼다.

### 박스 오피스
〈삼손과 데릴라〉는 엄청난 성공을 거두었으며 매표소에서 9,000,000의 관람료로 1950년 최고 수익을 올린 영화가 되었다. 개봉 당시에는 〈바람과 함께 사라지다〉 (1939)와 〈우리 생애 최고의 해 〉(1946)에 이어 세 번째로 높은 수익을 올린 영화였다. 그해 영국 박스 오피스에서 두 번째로 인기있는 영화였다.

### 영예

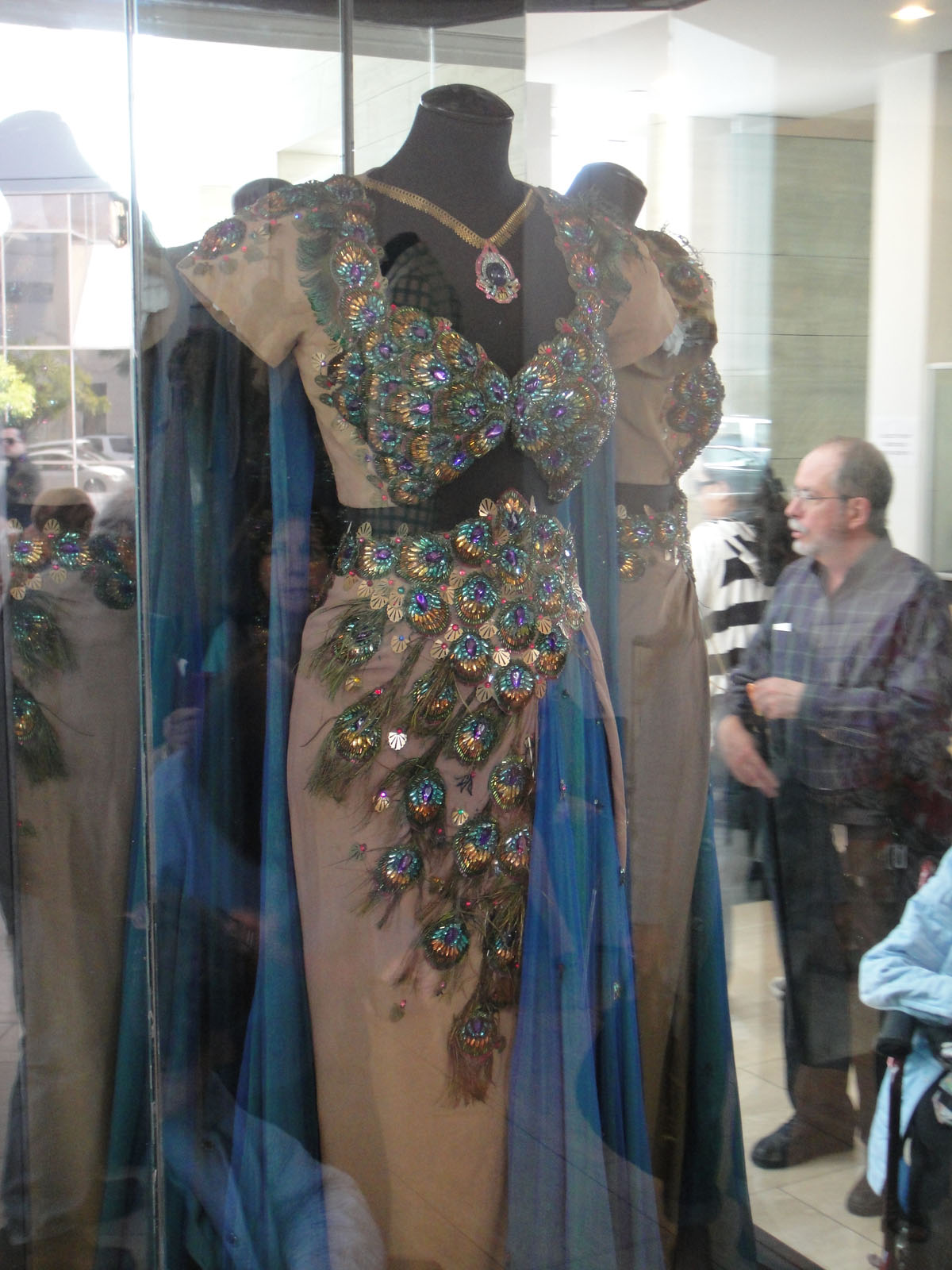
아카데미 의상상을 수상한 의상에는 에디스 헤드(Edith Head)가 디자인하여 다곤 사원에서 데릴라 (헤디 라마르)가 착용한 이 공작 가운과 케이프가 포함되어 있다.

1949년 12월 세실 B. 드밀에게 〈페어런츠〉  잡지 메달이 "〈삼손과 데릴라〉에서 절정에 달한, 역사적 영화의 제작 및 연구에 대한 35년간의 헌신"에 대한 업적으로 수여되었다.
〈크리스찬 헤럴드〉와 〈프로테스탄트 모션 픽쳐 카운슬〉에서는 〈삼손과 데릴라〉에게 1949년 12월 이달의 영화상을 수여했다.
1950년 3월 〈삼손과 데릴라〉는 〈룩스 연례 영화상〉(Look ' s Annual Film Awards)에서 1949년 최고의 영화 중 하나로 선정되었다. 세실 B. 드밀은 영화로 〈올 인더스트리 어치브먼트 어워드〉(All Industry Achievement Award) 상을 수상했다.
1950년 12월 드밀은 "올해 최고 수익을 올린 영화"인 〈삼손과 데릴라〉의 프로듀서로 〈박스오피스〉 지의 〈바로미터 트로피〉(Barometer Trophy)를 수상했다.
1951년 2월 28일 제 8 회 골든 글로브상에서 〈삼손과 데릴라〉는 최우수 컬러 촬영상(George Barnes) 후보에 올랐다.
1951년 3월 29 일 제 23 회 아카데미 시상식에서 〈삼손과 데릴라〉는 미술상 (아트 디렉터 Hans Dreier 와 Walter H. Tyler, 세트 데코레이터 Samuel M. Comer 와 Ray Moyer)과 아카데미 의상상 ( Edith Head, Dorothy Jeakins, Elois Jenssen, Gile Steele, Gwen Wakeling )을 수상했다. 또한 아카데미 촬영상 (George Barnes), 아카데미 음악상 ( 빅터 영 ), 아카데미 시각효과상 (세실 B. 드밀 프로덕션) 등 3 개의 부문에 후보로 올랐다.
1951년 5월, 영국의 영화 관객들은 헤디 라마르의 데릴라를 10 번째의 "최고 연기 여배우"로 선정했다.
1952년 6월, 〈삼손과 데릴라〉는 1951년 《필름 프랑세스》의 최우수 외국 영화상의 대상을  수상했다. 드밀에게 수여 된 대상 트로피는 루브르 박물관에 전시된 〈사모트라케의 니케〉의 작은 청동 복제품이다.
이 영화는 미국 영화 연구소에서 다음의 목록에서 선정하였다..
- 2002 : AFI의 100년 ... 100 개의 열정 – 후보작[57]
- 2005 : AFI의 100년 영화 점수 – 후보작[58]
- 2008 : AFI의 10 대 Top 10 :
  - 에픽 영화 후보작[59]

## 홈 미디어
1979년 파라마운트 홈 비디오사에서는 VHS와 베타맥스의 방식의 테이프 세트로 영화를 출시했다. VHS는 1981년에 단일 테이프 릴리스로 다시 출시되었고, 1988년 및 1990에 재출시되었다.
MCA 디스코비젼은 원래 1978년에 파라마운트 영화사의 타이틀 세트의 일부로 레이저디스크로 영화를 출시하도록 설정되었지만 알 수 없는 이유로 버전이 폐기되었다. 〈삼손과 데릴라〉의 첫 번째 레이저디스크 에디션은 1982년에 마침내 출시되었다. 10년 후, 파라마운트사에서는 본 3-스트립 테크니컬러 네거티브의 새로운 35mm 인터 포지티브에서 전송된 디지털 비디오를 특징으로하는 새로운 레이저디스크 에디션을 출시했다. 한편 디스코비전에 의한 버전은 1979년 VHS 및 1980년대 홈 미디어 릴리스에서 사용되었다.
2012년에 〈삼손과 데릴라〉의 디지털 복원이 완료되었다. 원본인 3 줄의 테크니컬러 카메라 네거티브는 노스라이트(Northlight) 스캐너에서 4K 로 스캔이 된 다음 테크니컬러 로스앤젤레스에서 4K로 등록, 세정 및 색상 보정이 이루어졌다.  원본의 음악 서곡이 복원되고 영화의 원본 오디오 트랙이 정리되었다. 복원 된 버전은 시네테가 볼로냐(Cineteca Bologna) Il 의 시네마 리트로바토(Cinema Ritrovato) 2012에서 초연되었다. 파라마운트 홈 미디어 디스트리뷰션 사에서는 2013년 3월 12일 DVD (영어, 프랑스어, 스페인어 오디오 및 자막 포함)로 영화를 출시했다. 이 영화는 2014년 3월 11일 블루레이 디스크 (원작 극장 예고편 포함)로 개봉되었다.

## 같이 보기
- 서사 영화 목록

## 서지
- Barton, Ruth (2010). 《Hedy Lamarr: The Most Beautiful Woman in Film》. University Press of Kentucky. ISBN 9780813126104.
- Birchard, Robert S. (2009). 《Cecil B. DeMille's Hollywood》. University Press of Kentucky. ISBN 9780813138299.
- Eyman, Scott (2010). 《Empire of Dreams: The Epic Life of Cecil B. DeMille》. Simon & Schuster. ISBN 9781439180419.
- McKay, James (2013). 《The Films of Victor Mature》. McFarland & Company. ISBN 9780786449705.
- Shearer, Stephen Michael (2010). 《Beautiful: The Life of Hedy Lamarr》. Macmillan Publishers. ISBN 978-1429908207.